# Manuel Candamo

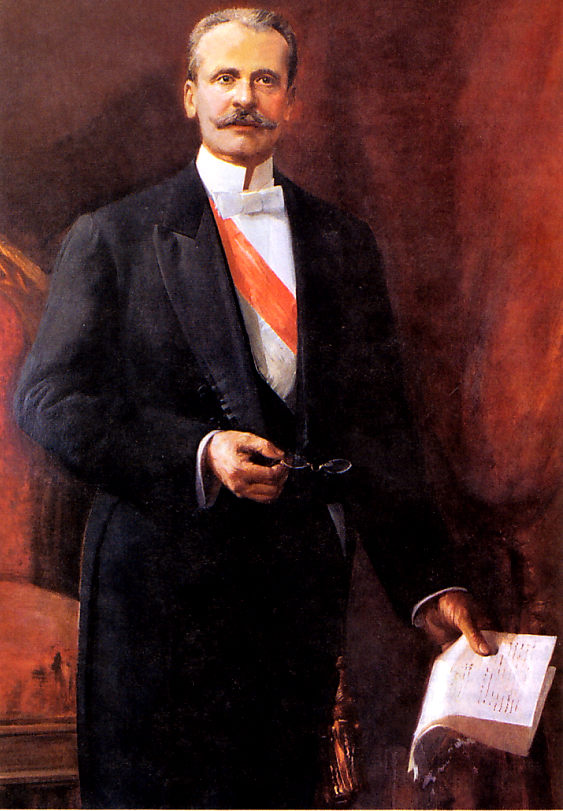
Manuel Candamo

Manuel Candamo Iriarte (* 14. Dezember 1841 in Lima; † 7. Mai 1904 in Arequipa) war ein peruanischer Politiker und war zweimal, im Jahre 1895 und von 1903 bis 1904, Präsident seines Landes.

## Leben
Manuel Candamo Iriarte stammte aus einer der einflussreichsten Familien Limas. Er studierte am Colegio Nuestra Señora de Guadalupe.
Candamo war Bürgermeister von Lima. Nach dem Rücktritt von Andrés Avelino Cáceres wurde er am 20. März 1895 Präsident einer provisorischen Regierung mit dem Ziel, Neuwahlen zu organisieren. Diese wurden von Nicolás de Piérola gewonnen.
1903 wurde er als Kandidat des Partido Civil mit 99 % der Stimmen zum Präsidenten gewählt. Während seiner kurzen Amtszeit eröffnete er die erste elektrische Eisenbahn des Landes und gründete die Militärschule von Chorrillos, aus der die höchsten peruanischen Militärs und etliche Präsidenten hervorgingen.
Manuel Candamo Iriarte erkrankte und starb nach kaum 8 Monaten im Amt am 7. Mai 1904.

## Familie
Manuel Candamo heiratete 1873 Teresa Alvarez-Calderón, die ebenfalls einer bekannten Limenser Familie angehörte. Sie hatten sieben Kinder, darunter Teresa Candamo Álvarez-Calderón (1875–1953), die Gründerin der Kongregation der Canonesas de la Cruz.